# Obie Oberholzer
Petrus Cornelius Jacobus (Obie) Oberholzer (bij Pretoria, 1947) is een Zuid-Afrikaans fotograaf.

## Biografie
Oberholzer studeerde eind jaren zestig grafische vormgeving aan de Universiteit Stellenbosch en vervolgens begin jaren zeventig fotografie aan de Bayerischen Landesanstalt für Fotografie in München. Hier keerde hij later terug om er in 1979 zijn mastergraad te halen.
Medio jaren zeventig werkte hij als commercieel fotograaf voor de Deutsche Condor Film en doceerde aan de Natal Technikon dat deel uitmaakt van de Technische Universiteit van Durban. In 1993 werd hij hoogleraar fotografie aan de school voor schone kunsten van de Rhodes-universiteit in Grahamstad, Oost-Kaap, waar hij in 1999 werd benoemd tot Associate Professor.
Hij exposeerde zijn werk wereldwijd, waaronder in 2010 in Venlo en Roermond.

## Publicaties
- 1988: Ariesfontein to Zuurfontein : A Pictorial Journey
- 1989: Southern Circle : Another Pictorial Journey
- 1991: To Hell n Gone
- 1998: Beyond Bagamoyo : A Journey from Cape to Cairo
- 2000: The Hotazel Years
- 2002: Raconteur Road : Shots into Africa
- 2006: Round the Bend: Travels Around Southern Africa
- 2007: Long Ago Way: In the Footsteps of Alphons Hustinx
- 2010: Limburgs Momento Mori